# Diplazium arborescens
Diplazium arborescens är en majbräkenväxtart som beskrevs av Jean Baptiste Bory de Saint-Vincent och Olof Peter Swartz.
Diplazium arborescens ingår i släktet Diplazium och familjen Athyriaceae. Inga underarter finns listade i Catalogue of Life.